# مک‌ری (جورجیا)
مک رائی، جورجیا (به انگلیسی: McRae, Georgia) یک شهر در ایالات متحده آمریکا با جمعیت ۵٬۷۴۰ نفر است که در جورجیا واقع شده‌است.

## موقعیت جغرافیایی
موقعیت جغرافیایی شهرها و مناطق اطراف به شرح زیر است: